# Juliet Cariaga
Juliette Cariaga est un mannequin de charme américain. Elle a été Penthouse Pet de l'année en 2000.

## Carrière
Cariaga est Penthouse Pet du mois de décembre 1997 et Penthouse Pet de l'année 2000.